# Regio-Tour
Il Regio Tour era una corsa a tappe di ciclismo su strada che si disputava annualmente tra Francia, Germania e Svizzera. Dal 2002 al 2012 la competizione fu nota anche come Rothaus Regio-Tour per la sponsorizzazione della gara da parte della Rothaus.
La prima edizione, riservata ai dilettanti, risale al 1985 e fu vinta dal tedesco Uli Rottler. La gara venne aperta agli Elite/Under-23 nel 1994 e nel 2005 entrò a far parte del calendario UCI Europe Tour come prova di classe 2.1. Dal 2009 venne declassata e riservata alla categoria Juniores.

## Albo d'oro
Aggiornato all'edizione 2012.
| Anno | Vincitore             | Secondo                | Terzo                |
| ---- | --------------------- | ---------------------- | -------------------- |
| 1985 | Uli Rottler           | Andreas Kappes         | Christian Henn       |
| 1986 | Flavio Vanzella       | Massimo Podenzana      | Pascal Lance         |
| 1987 | Mario Cipollini       | Laurent Eudeline       | Peter Gansler        |
| 1988 | Vjačeslav Ekimov      | Michael Schenk         | Severin Kurmann      |
| 1989 | Falk Boden            | Kai Hundertmark        | Rolf Aldag           |
| 1990 | Aleksandr Šefer       | Jens Heppner           | Andrei Teteriouk     |
| 1991 | Alexander Kastenhuber | Erik Dekker            | Roland Baltisser     |
| 1992 | Dainis Ozols          | Thomas Fleischer       | Vladislav Bobrik     |
| 1993 | Pascal Hervé          | Erich Spuler           | Aleksandr Vinokurov  |
| 1994 | Laurent Brochard      | Lars-Christian Johnsen | Christophe Mengin    |
| 1995 | Roberto Pistore       | Gianluca Pianegonda    | Uwe Peschel          |
| 1996 | Jan Ullrich           | Jens Heppner           | Pëtr Ugrumov         |
| 1997 | Vjačeslav Džavanjan   | Patrick Jonker         | Roland Meier         |
| 1998 | Mirko Celestino       | Rodolfo Ongarato       | Emanuele Lupi        |
| 1999 | Grischa Niermann      | Michael Rich           | Nicola Loda          |
| 2000 | Filippo Simeoni       | Ivan Basso             | Andreas Klöden       |
| 2001 | Patrice Halgand       | Ruslan Ivanov          | Gilles Bouvard       |
| 2002 | Laurent Brochard      | Andreas Klöden         | Markus Zberg         |
| 2003 | Volodymyr Hustov      | Ronny Scholz           | Cristian Moreni      |
| 2004 | Aleksandr Vinokurov   | Stephan Schreck        | Andrej Kašečkin      |
| 2005 | Nico Sijmens          | Torsten Hiekmann       | Maxime Monfort       |
| 2006 | Andreas Klöden        | Michael Rogers         | Danilo Hondo         |
| 2007 | Moisés Dueñas         | Michail Ignat'ev       | Andrėj Kunicki       |
| 2008 | Björn Schröder        | Markus Fothen          | Manuel Vázquez       |
| 2009 | Ron Pfeifer           | Tassilo Fricke         | Jasha Sütterlin      |
| 2010 | Mario Vogt            | Mathias Plarre         | Derk Abel Beckeringh |
| 2011 | Bradley Linfield      | Richard Dijkshoorn     | Guillaume Martin     |
| 2012 | Piotr Havik           | Niklas Eg              | Søren Kragh Andersen |